# Danilo De Girolamo
Danilo De Girolamo (Roma, 1º maggio 1956 – Roma, 7 maggio 2012) è stato un attore, doppiatore, direttore del doppiaggio e dialoghista italiano.

## Biografia

### Carriera
Si diplomò alla Bottega Teatrale di Firenze; tra i suoi insegnanti ebbe Vittorio Gassman, Anthony Quinn, Giorgio Albertazzi, Ettore Scola, Gigi Proietti e molti altri. Recitò, diretto da Vittorio Gassman, in Macbeth e in vari spettacoli per il Teatro Popolare di Roma, il Teatro Stabile di Torino, il Teatro Stabile dell'Aquila e per altre compagnie private, partecipando anche al Festival dei Due Mondi di Spoleto e a Città Spettacolo, la rassegna teatrale estiva che ogni anno si tiene a Benevento. Dal 1986, sempre alla Bottega Teatrale di Firenze, iniziò a insegnare conformazione della parola e recitazione, attività svolta anche presso altre scuole di recitazione come l'Istituto nazionale del dramma antico di Siracusa e il Teatro Bellini di Napoli. Fu inoltre invitato a tenere alcune lezioni al master che ha per tema il sottotitolaggio e l'adattamento dei dialoghi istituito dall'Università di Bologna, sede di Forlì, e tenne alcuni incontri con gli studenti delle università romane de La Sapienza e Roma Tre.
Come doppiatore era la voce italiana ufficiale degli attori Alan Cumming, Vincent Gallo e Ulrich Tukur. Inoltre doppiò David Thewlis nei film della saga di Harry Potter e Jack Davenport nella saga di Pirati dei Caraibi.
Fu voce italiana di molti personaggi dei film d'animazione, tra i quali Fungo in Monsters & Co., Gluglù in Alla ricerca di Nemo e Gru nella saga di Kung Fu Panda fino al secondo.
Per le serie televisive doppiò Giancarlo Esposito in Breaking Bad, nel ruolo di Gustavo 'Gus' Fring, Andy Hallett in Angel, Milo Towmey in My Spy Family, Alan Cumming in The Good Wife e Mark Moses in Desperate Housewives.
Fu direttore del doppiaggio di serie a cartoni animati come Phineas e Ferb, di telefilm come Hannah Montana, Dirty Sexy Money e Make It or Break It - Giovani campionesse e di film come Mr. 3000 e The Descent - Discesa nelle tenebre.
Prestò la sua opera in qualità di cantante, oltre che di doppiatore, per le versioni italiane di molti prodotti Disney come Bear nella grande casa blu e Topolino, Paperino, Pippo: I tre moschettieri, interpretando più di 200 brani. 
Fu per molti anni la voce narrante nella lettura dei testi della trasmissione radiofonica di approfondimento religioso Uomini e profeti in onda su Rai Radio 3.

### Incarichi istituzionali
Nel 2004 fu eletto alla presidenza dell'ANAD (Associazione Nazionale Attori Doppiatori), e ricoprì tale carica fino alla sua scomparsa.
Fu membro del direttivo nazionale del Sindacato Attori Italiano, delegato dei soci dell'Imaie (Istituto Mutualistico Artisti Interpreti ed Esecutori) e membro del Comitato Consultivo del Nuovo Imaie.

### Morte
Morì improvvisamente nella sua abitazione a Roma (dove viveva da solo) il 7 maggio 2012, a 56 anni, a causa di un infarto. Il corpo venne ritrovato due giorni dopo e la notizia del decesso venne resa pubblica in quel frangente. I funerali si svolsero il 12 maggio nella Chiesa degli artisti a piazza del Popolo. In seguito il suo corpo fu cremato e le ceneri custodite dai familiari.

## Filmografia

### Cinema
- La ragazza di via Millelire, regia di Gianni Serra (1980)

### Televisione
- Viaggio a Goldonia, regia di Ugo Gregoretti – miniserie TV, 1⁰ episodio (1982)
- Delitto e castigo, regia di Mario Missiroli – miniserie TV, 2 episodi (1983)
- Piange al mattino il figlio del cuculo, regia di Gianni Bongioanni (1989)
- Caro maestro – serie TV, episodio 1x05 (1996)
- Grandi domani – serie TV, episodio 1x01 (2005)

## Radio
- Una bella domenica di settembre di Ugo Betti, regia di Daniela Bortignoni (1992)
- Mata Hari (Rai Radio 2, 2003)
- I tre moschettieri di Alessandro Dumas padre, regia di Marco Parodi, 30 puntate, trasmessa dal 2 febbraio al 27 febbraio 2004 su Rai Radio 2
- Dylan Dog: Necropolis (Rai Radio 2, 2004)
- Giovanna D'Arco, la pulzella d'Orleans (Rai Radio 2, 2005)

## Doppiaggio

### Film cinema
- Alan Cumming in GoldenEye, Titus, Spy Kids, Anniversary Party, Spy Kids 2 - L'isola dei sogni perduti, Missione 3D - Game Over, The Mask 2, Tradire è un'arte - Boogie Woogie, Annie - Cercasi genitori
- David Thewlis in Harry Potter e il prigioniero di Azkaban, Harry Potter e l'Ordine della Fenice, Harry Potter e il principe mezzosangue, Harry Potter e i Doni della Morte - Parte 1, Harry Potter e i Doni della Morte - Parte 2
- Jack Davenport in La maledizione della prima luna, Pirati dei Caraibi - La maledizione del forziere fantasma, Pirati dei Caraibi - Ai confini del mondo, Il talento di Mr. Ripley
- Matthew Modine in America oggi, Mariti imperfetti, Ogni maledetta domenica - Any Given Sunday, Le Divorce - Americane a Parigi
- Peter MacNicol in Mr. Bean - L'ultima catastrofe, Dracula morto e contento
- Adam Sandler in Prima o poi me lo sposo, Waterboy
- Cary Elwes in Twister, Bugiardo bugiardo
- Will Ferrell in A Night at the Roxbury, Jay & Silent Bob... Fermate Hollywood!
- Dan Castellaneta in La ricerca della felicità
- Greg Germann in Sweet November - Dolce novembre
- William Sadler in Le ali della libertà
- Christian Bale in Il mandolino del capitano Corelli
- James Spader in Calda emozione
- Ben Stiller in Amici & vicini
- Snoop Dogg in Training Day
- Lee Evans in Un topolino sotto sfratto
- Mahershala Ali in Il curioso caso di Benjamin Button
- Neal McDonough in Minority Report
- Dave Chappelle in Il professore matto
- Colin Firth in Febbre a 90°
- Clive Owen in The Bourne Identity
- Jesse Buckler in Natale a New York
- Owen Wilson in Armageddon - Giudizio finale
- Phil Hartman in Una promessa è una promessa
- Guy Pearce in Il discorso del re
- Brandon Boyce in Milk
- Andrew Daly in L'orso Yoghi, Transformers 3
- James Lance in Bel Ami - Storia di un seduttore
- James Dreyfus in Notting Hill
- Michael Rispoli in Imbattibile
- James Stephens in Getaway
- Marc Duret in Dobermann
- Brent Spiner in Independence Day
- Andy Richter in Alieni in soffitta
- Tim McInnerny in Johnny English - La rinascita
- Željko Ivanek in Dogville
- Marco Rodríguez in Il corvo - The Crow
- Christian Slater in Rotta verso l'ignoto
- Denis O'Hare in Ricatto d'amore
- Philip Seymour Hoffman in Patch Adams
- Arliss Howard in Birth - Io sono Sean
- Chris Barrie in Lara Croft: Tomb Raider
- Mark Boone Junior in 2 Fast 2 Furious
- Alain Chabat in Il gusto degli altri
- Richard Montoya in Un giorno di ordinaria follia
- Benjamin Bratt in The River Wild - Il fiume della paura
- Tim Roth in Rob Roy
- Steve Buscemi in Airheads - Una band da lanciare
- Mark Harmon in Amori in corsa
- Brian Tarantina in Il coraggio di cambiare
- Ned Eisenberg in Limitless
- Burr Steers in Pulp Fiction
- Clint Howard in Barb Wire
- Keith Reddin in Lolita
- Angus Barnett in Neverland - Un sogno per la vita
- Michael Riley in French Kiss
- Simon McBurney in La bussola d'oro
- Nicolas Marié in L'esplosivo piano di Bazil
- Vincent Gallo in Buffalo '66
- Adam Godley in Nanny McPhee - Tata Matilda
- David Pasquesi in Anno uno
- Timothy Carhart in Thelma & Louise

### Serie televisive
- Giancarlo Esposito in Breaking Bad
- Fisher Stevens in Ultime dal cielo
- David Tennant in Casanova
- Alan Cumming in The Good Wife (ep. 1-61)
- Claudio Gallardou in Grecia
- Mark Moses in Desperate Housewives
- Andy Hallett in Angel

### Film d'animazione
- King Gator in Charlie - Anche i cani vanno in paradiso
- Laird in La principessa sul pisello
- Il trovatore in Topolino, Paperino, Pippo: I tre moschettieri
- Gluglù in Alla ricerca di Nemo
- Ling (parte cantata) in Mulan II
- Presidente Hathaway in Mostri contro alieni
- Fungo in Monsters & Co.
- Gru in Kung Fu Panda, Kung Fu Panda 2
- Martin Benson in Bee Movie
- Guido in Cars - Motori ruggenti (non nell'edizione italiana, ma in quella di altri paesi del mondo)[2]
- Dash in La sirenetta II - Ritorno agli abissi
- Delbert Doppler in Il pianeta del tesoro
- Professore in Bolt - Un eroe a quattro zampe
- Perfettino / Sir Rolland in Garfield - Il film
- Dr. Griffiths in Trilli e il grande salvataggio
- Suocero in Lissy - Principessa alla riscossa
- Rudy (parte cantata) in La carica dei 101 II - Macchia, un eroe a Londra
- Wallace in Wallace & Gromit - La maledizione del coniglio mannaro
- Cirillo Belsedere ne Le avventure di Ichabod e Mr. Toad
- Hexxus in FernGully - Le avventure di Zak e Crysta
- Narratore in Star Wars: The Clone Wars
- Rollo in Valiant - Piccioni da combattimento
- Mr. Squirt in Astro Boy

### Cartoni animati
- Bear, Trillo e vari in Bear nella grande casa blu
- Lucro Parsimonia in Kim Possible
- Sig. Mantis in Miss Spider
- Gru (1ª voce) in Kung Fu Panda - Mitiche avventure
- Pena in House of Mouse - Il Topoclub e Hercules
- Gusto Gummi ne I Gummi (st. 4-6)
- Roy in Garfield e i suoi amici
- Uomo ape e altri vari personaggi ne I Simpson
- Dennis in Stanley
- Zib in Lego Hero Factory
- Spiney in Mike, Lu & Og
- Gowap in Gowap
- Drago in Jane e il Drago
- Orso Donato in Teletubbies
- Poliziotto in Panico al villaggio
- Katsuhito Kubo in Il club della magia!
- Coroner in Armitage III
- Nakanishi in GALS!
- Computer in Dr. Slump e Arale: Avventura nello spazio
- Computer in Chi ha bisogno di Tenchi?
- Shigeru Kitayama in Excel Saga
- Padre di Asuka in Neon Genesis Evangelion
- Mukotsu in Inuyasha

### Videogiochi
- Gluglù in Alla ricerca di Nemo[4]